# АИДА (маркетинг)
АИДА (акроним от англ. AIDA — Attention, Interest, Desire, Action — внимание, интерес, желание, действие) — принятая в практике маркетинга модель потребительского поведения, описывающая последовательность событий, ведущих к принятию решения о покупке: внимание → интерес → желание → действие.
Применяется при формировании стратегии сбыта, при подготовке торговых дилеров, менеджеров.
Модель АИДА, как считается, предложена специалистом по рекламе Элиасом Сент-Элмо Льюисом в 1898 году (США). Некоторые авторы[кто?] расшифровывают «А» как аwareness (знание, осознание), а «D» как demand (потребность, спрос) или decision (решение).

## Расшифровка AIDA
Артур Фредрик Шелдон в книге «Искусство продаж» (The Art of Selling) 1911 года расшифровывает модель AIDA следующим образом:
- A — Favorable Attention — благожелательное внимание;
- I — Interest — интерес;
- D — Desire — желание;
- A — Action — действие;
- S — Permanent Satisfaction — сохраняющееся удовлетворение.